# Xiao Xun
Xiao Xun (en chino: 小薰; pinyin: Xiao Xun, 27 de febrero de 1989) es una cantante y actriz taiwanesa además miembro principal de la banda Hey Girl. En el canto su voz es acompañada con el piano; también ha participado en radionovelas.

## Filmografía

### 2006
- Angel Lover-Episode 3 (en chino, 天使情人; pinyin, Tiān Shǐ Qíng Rén)

### 2007
- Brown Sugar Macchiato (黑糖瑪奇朵) - XiaoXun 小薰
- 18 Jin Bu Jin - Xia Nian Qiao 夏念喬 (en chino, 18禁不禁; pinyin, 18 Jīn Bù Jīn?)

### 2008
- Rolling Love - Wasabi 哇莎比(en chino, 翻滾吧！蛋炒飯; pinyin, Fān Gǔn Ba! Dàn Chǎo Fàn)
- The Legend of Brown Sugar Chivalries - Ren Ying Ying 任瑩瑩 (en chino, 黑糖群俠傳; pinyin, Hēi Táng Qùn Xia Zhuan)

## Discografía

### Álbumes
- 2008 - Hey Girl (首張同名專輯)

### Ep
- 2006 - Wo Ai Hei Se Hui mei mei(我愛黑澀會)
- 2006 - Mei Mei Si Mi De Yi Tian - Fen Hong Gao Ya Dian / Tian Xin Hong Jia Ji (美眉私密的一天 - 粉紅高壓電 / 甜心轟炸機)
- 2007 - Mei Mei Si Mi Party (美眉私密Party)

### Banda sonora
- 2007 - 18 Jin Bu Jin OST (18禁不禁電視原聲帶)
- 2007 - Brown Sugar Macchiato OST (黑糖瑪奇朵原聲帶)
- 2008 - The Legend of Brown Sugar Chivalries OST (黑糖群俠傳電視原聲帶)

### MV
- <> - (Mei Mei Private Diary )